# Pastwiska (Cieszyn)
Pastwiska (niem. Pastwisk) – część miasta Cieszyna, do 1973 roku samodzielna wieś na Śląsku Cieszyńskim.

## Historia
Pierwsza pisemna wzmianka o miejscowości pochodzi z 1565, kiedy funkcjonował tu folwark książęcy. Jeszcze w XVI wieku przejściowo właścicielem wsi zostało miasto Cieszyn, zaś nazwa oznaczająca pastwiska sugeruje jej funkcję jaką pełniło dla mieszczan cieszyńskich.
W 1900 roku Pastwiska stanowiły samodzielną gminę obejmującą również Boguszowice i Kalembice o powierzchni 544 hektarów i liczbie mieszkańców 1369 zamieszkałych w 133 budynkach, z tego w samych Pastwiskach (bez Boguszowic i Kalembic) mieszkało 745 osób w 60 domach. 560 (75,2%) mieszkańców było katolikami, 164 (22%) ewangelikami a 21 (2,8%) wyznawcami judaizmu, 714 (95,8%) polsko-, 17 (2,3%) niemiecko- a 4 (0,5%) czeskojęzycznymi. Według spisu z 1910 roku Pastwiska (bez Boguszowic i Kalembic) miały już 887 mieszkańców zamieszkałych w 92 budynkach na obszarze 202 hektarów, co dawało gęstość zaludnienia równą 439,1 os./km², z czego  676 (76,2%) było katolikami, 203 (22,9%) ewangelikami a 8 (0,9%) żydami, 870 (98,1%) polsko-, 14 (1,6%) niemiecko- a 1 (0,1%) czeskojęzyczna.
W 1985 jednostkę urbanistyczną Pastwiska zamieszkiwało 936 (2,6%) z 36163 a w 1997 1712 (4,5%) z 38115 mieszkańców Cieszyna.

## Komunikacja
Przez Pastwiska kursują autobusy PKS Cieszyn Sp. z o.o. LINEA TRANS oraz linie nr 22 i 50 miejskiego przewoźnika ZGK Cieszyn Sp. z o.o. Na Pastwiskach znajduje się specyficzne skrzyżowanie, składające się z dwóch rond w odległości 70 metrów. Skrzyżowanie to zostało przebudowane na wzór bezkolizyjnego zjazdu z wiaduktu przy CH Auchan w Wapienicy w Bielsku-Białej ul. Bohaterów Monte Cassino 422).